# Pavel Berman
Pavel Berman (n. 13 ianuarie 1970) este un violonist și dirijor evreu, născut în Rusia, fiul marelui pianist Lazar Berman, conducătorul și soloistul Orchestrei lituaniene de cameră Kaunas (KAUNAS CHAMBER ORCHESTRA). Actualmente locuiește impreuna cu sotia si fiul sau la Milano. 

## Date biografice
După ce a studiat și a activat în Statele Unite, Berman s-a stabilit la Milano împreună cu familia sa, unde a predat vioara la Accademia di Imola. În anii 1990' s-a mutat la Florența, până la căsătoria sa în decembrie 2000, când s-a mutat la Madrid, unde locuiește și în prezent.

## Activitatea
Câștigător al Marelui premiu la Concursul Internațional de la Indiannapolis și al Premiului al doilea la Concursul Paganini, Genova (Italia), a studiat vioara cu Dorothy Delay la Julliard Music School New York și mai apoi cu celebrul Isaac Stern.
A colaborat cu muzicieni celebrii și adesea a concertat împreună cu tatăl său . A colaborat cu mari case de discuri precum Phoenix Classics, Discover, Supraphon, Audiophon.
A concertat în Europa, America, Asia.
Compozitorul lituanian Kuprevicius, special pentru Pavel Berman a făcut un aranjament al celor 24 de capricii de Paganini pentru vioară și orchestră iar Pavel Berman a înregistrat în 2001 această lucrare împreună cu Orchestra de Camera Kaunas (al cărei director artistic este). Concertează în toata lumea si impreuna cu celebra orchestra I Virtuosi di Mosca.
Locuiește la Milano împreuna cu familia sa. Predă vioara la Accademia di Imola. 
A fost membru in diferite jurii la concursuri precum Concursul George Enescu, București.